# Distretto di Chahar Bolak
Il distretto di Chahar Bolak è un distretto dell'Afghanistan appartenente alla provincia di Balkh. Viene stimata una popolazione di 41 226 abitanti (stima 2016-17).